# 帕利斯 (奥布省)
帕利斯（法語：Palis，亦作，法語發音：[palis]）是法国奥布省的一个旧市镇，位于该省西南部，属于塞纳河畔诺让区。2016年1月1日，帕利斯相邻的另外2个市镇合并为新市镇艾克斯-维勒莫尔-帕利斯（Aix-Villemaur-Pâlis）。

## 地名
该地名“Palis”发音为[palis]，字母“s”发音，《世界地名翻译大辞典》与《世界地名译名词典》将其误译作“帕利”。

## 地理
帕利斯（48°17'16"N, 3°42'31"E）面积20.89 平方千米，位于法国大東部大區奥布省，该省份为法国中北部省份，北起马恩省，西接塞纳-马恩省，西南至约讷省，东南至科多尔省，东临上马恩省。
与帕利斯接壤的市镇（或旧市镇、城区）包括：福-维勒塞夫、马西伊勒阿耶、梅尼勒圣卢、普朗蒂、维拉丹、瓦讷河畔维勒莫尔。
帕利斯的时区为UTC+01:00、UTC+02:00（夏令时）。

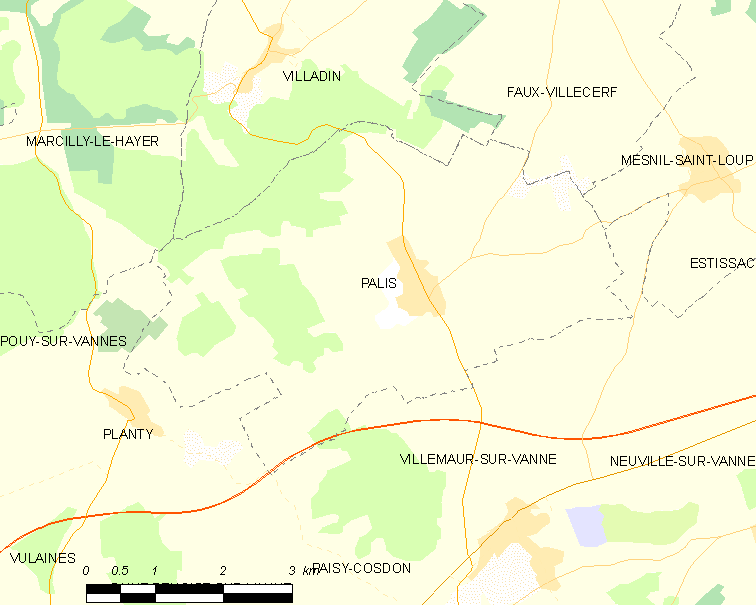
帕利斯的OSM定位图

## 行政
帕利斯的邮政编码为10190，INSEE市镇编码为10277。

## 政治
帕利斯所属的省级选区为艾克斯-维勒莫尔-帕利斯县。

## 人口

1962-2008年间帕利斯人口变化图示

帕利斯于2018年1月1日时的人口数量为645人。